# Пхокенг
Пхокенг (афр. Phokeng, англ. Phokeng) — містечко в Північно-Західній провінції Південної Африки, північне передмістя Рустенбурга.
Назва Пхокенг походить з мови тсвана, від Phoka — роса. Перші поселення тут з'явилися наприкінці XVII століття.
Основні мешканці Пхокенга належать до племен батсвана. Пхокенг є головним містом народу королівський бафокенг.

## Спорт
У Пхокенгу розташований один з 10 стадіонів, на яких проходили матчі Чемпіонату світу з футболу, «Роял Бафокенг». Під час ЧС-2010 у місті базувалася національна збірна Англії.